# 小附足蕨蚜
小附足蕨蚜（学名：Shinjia orientalis）为常蚜科足蕨蚜屬下的一个种。其种加词“orientalis”意为“东方的”。